# غير قابل للكسر
غير قابل للكسر (بالإنجليزية: Unbreakable)‏ هو فيلم إثارة أمريكي أنتج عام 2000 من تأليف وإخراج إم. نايت شيامالان و بطولة بروس ويليس وصامويل جاكسون.

## القصة

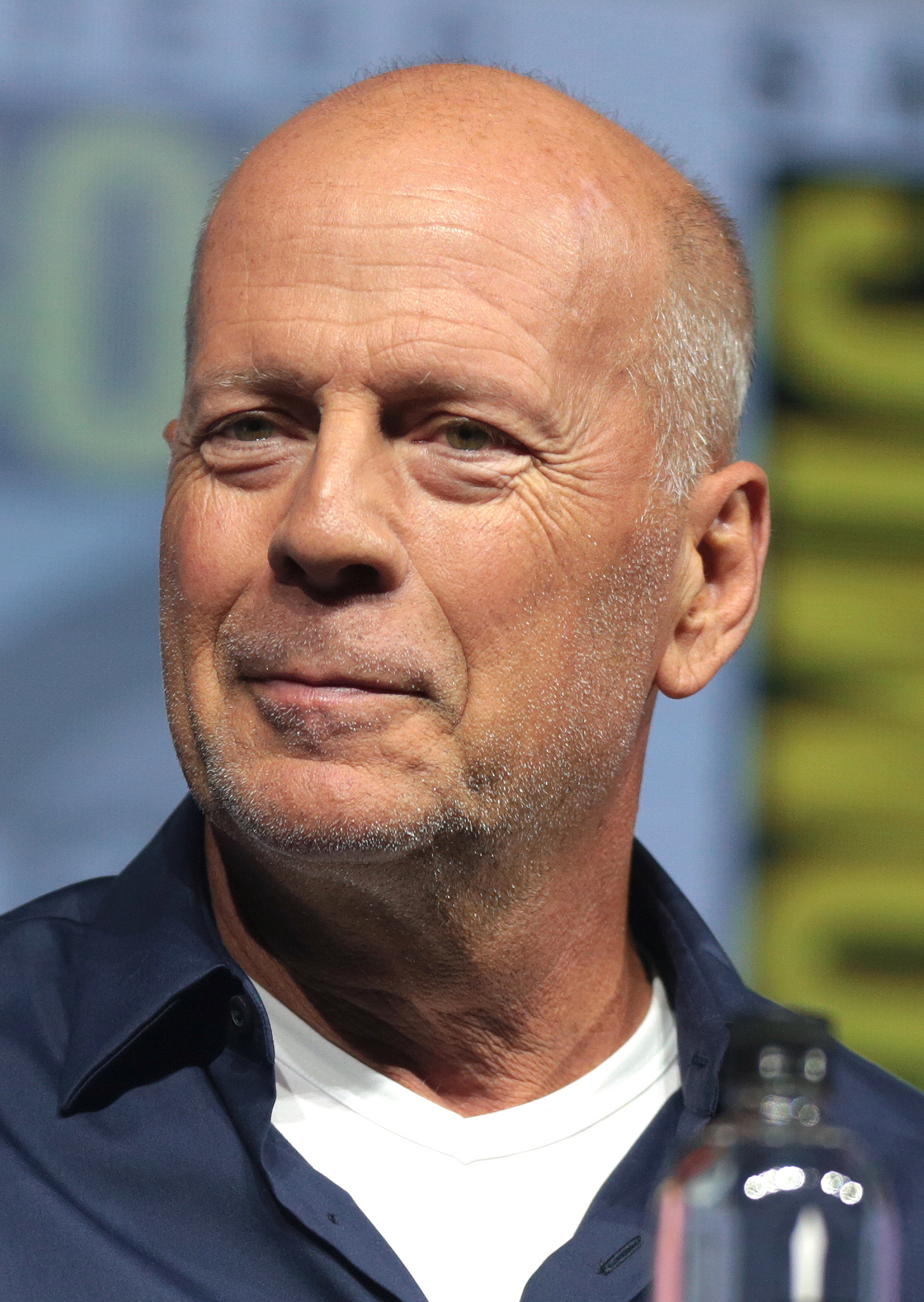
بروس ويليس

إليجاه برايس (صامويل جاكسون) مولود وفيه تكون العظم الناقص و هو مرض مزمن ونادر حيث يعاني المريض من سهولة تكسر عظامه، عاش برايس معظم أيام طفولته في المستشفى واستغل الوقت في قراءة الكتب المصورة، واستنتج من قراءته للكتب المصورة نظرية تفيد بأن كل شيء له نقيض فإذا كان هناك شخص ضعيف جدا (مثله) فربما يكون هناك شخص قوي جدا وخارق و «غير قابل للكسر». بعد عدة سنوات ينجو ديفيد دان (بروس ويليس) من حادث قطار مروع راح ضحيته 131 راكبا، وكان دان هو الناجي الوحيد من هذا الحادث، مما جعل إليجاه برايس يسعى للتواصل مع دان ويخبره بأنه يجب أن يعرف حقيقة نفسه إلا وهي انه بطل خارق.

## تمثيل
- بروس ويليس في دور ديفيد دان
- صامويل جاكسون في دور إليجاه برايس

## وصلات خارجية
- غير قابل للكسر على موقع IMDb (الإنجليزية)
- غير قابل للكسر على موقع ميتاكريتيك (الإنجليزية)
- غير قابل للكسر على موقع الموسوعة البريطانية (الإنجليزية)
- غير قابل للكسر على موقع روتن توميتوز (الإنجليزية)
- غير قابل للكسر على موقع نتفليكس (الإنجليزية)
- غير قابل للكسر على موقع قاعدة بيانات الأفلام العربية
- غير قابل للكسر على موقع ألو سيني (الفرنسية)
- غير قابل للكسر على موقع Turner Classic Movies (الإنجليزية)
- غير قابل للكسر على موقع أول موفي (الإنجليزية)
- غير قابل للكسر على موقع بوكس أوفيس موجو (الإنجليزية)